# Huelgoat

Huelgoat este o comună în departamentul Finistère, Franța. În 1 ianuarie 2022 avea o populație de 1.420 de locuitori.